# Rodolivos
Rodolivos (în greacă Ροδολίβος, transliterat: Rodolivos, în bulgară Радолиово, transliterat: Radoliovo, în macedoneană Радулево, transliterat: Radulevo) este un oraș din prefectura Serres, reședința municipalității Amphipolis.